# 中俄国际商用飞机
中俄国际商用飞机有限责任公司简称中俄商飞、CRAIC，是中国商用飞机有限责任公司与俄罗斯联合航空制造集团的合资公司，主要负责中国与俄罗斯联合研制的新一代远程宽体飞机CR929项目。

## 历史
2016年6月25日，中国商用飞机有限责任公司和俄罗斯联合航空制造集团签署了项目合资合同，共同研制远程宽体客机。签字仪式由中俄两国领导人习近平和普京见证。
2017年5月22日，中俄国际商用飞机有限责任公司在上海成立。公司首任董事长为俄罗斯联合航空制造集团副总裁、苏霍伊民用飞机公司总裁乌拉基斯拉夫·马萨诺夫，首任总经理为中国商飞公司总经理助理郭博智。合资公司主要负责中俄联合研制新一代远程宽体飞机项目的运行工作。
2017年9月29日，该中俄联合研制的远程宽体客机在上海被正式命名为CR929。之后确定了飞机基本型的航程12000公里，280座。
2021年1月，中国商用飞机有限责任公司（中国商飞）预研总工程师杨志刚表示，中俄已就CR929宽体远程客机的生产参数达成一致，预计首架飞机2021年开工制造。
2023年，隨著CR929計劃的變更轉移，中俄飞机公司也隨之變動。原商飛派遣的總理郭博智退休，經營權則交給俄羅斯人維持，繼續收拾業務。根據俄罗斯“Army-2023”技术论坛上接受采访的UAC总裁尤里·斯柳萨里其後证实，其所有子技术的相關負責人全部已完成離職，而与中国商飞合资成立的CRAIC中的俄方角色已从合资伙伴降级为主要供应商。
雖然中俄商飛合作CR929並不順利，不過在2024年一次電台採訪中，俄外交部長拉夫羅夫透露了中俄航空製造領域的未來展望，他還舉例提到中俄還有新的聯合研製，該項目的存在已經一年多了，這款重型商用運輸直升機可以載重40噸，雖然開發還處於初期階段，未來中國將會能生產它，另外雙方還沒有考慮到中國生產的客機進入俄羅斯的問題，而雖然他承認俄方將變成供應商，但表示合資公司將會得到保留，並稱中俄在自主化生產新型現代化飛機領域，仍舊會繼續延長其廣泛互補的合作關係。